# Traktat londyński (1915)

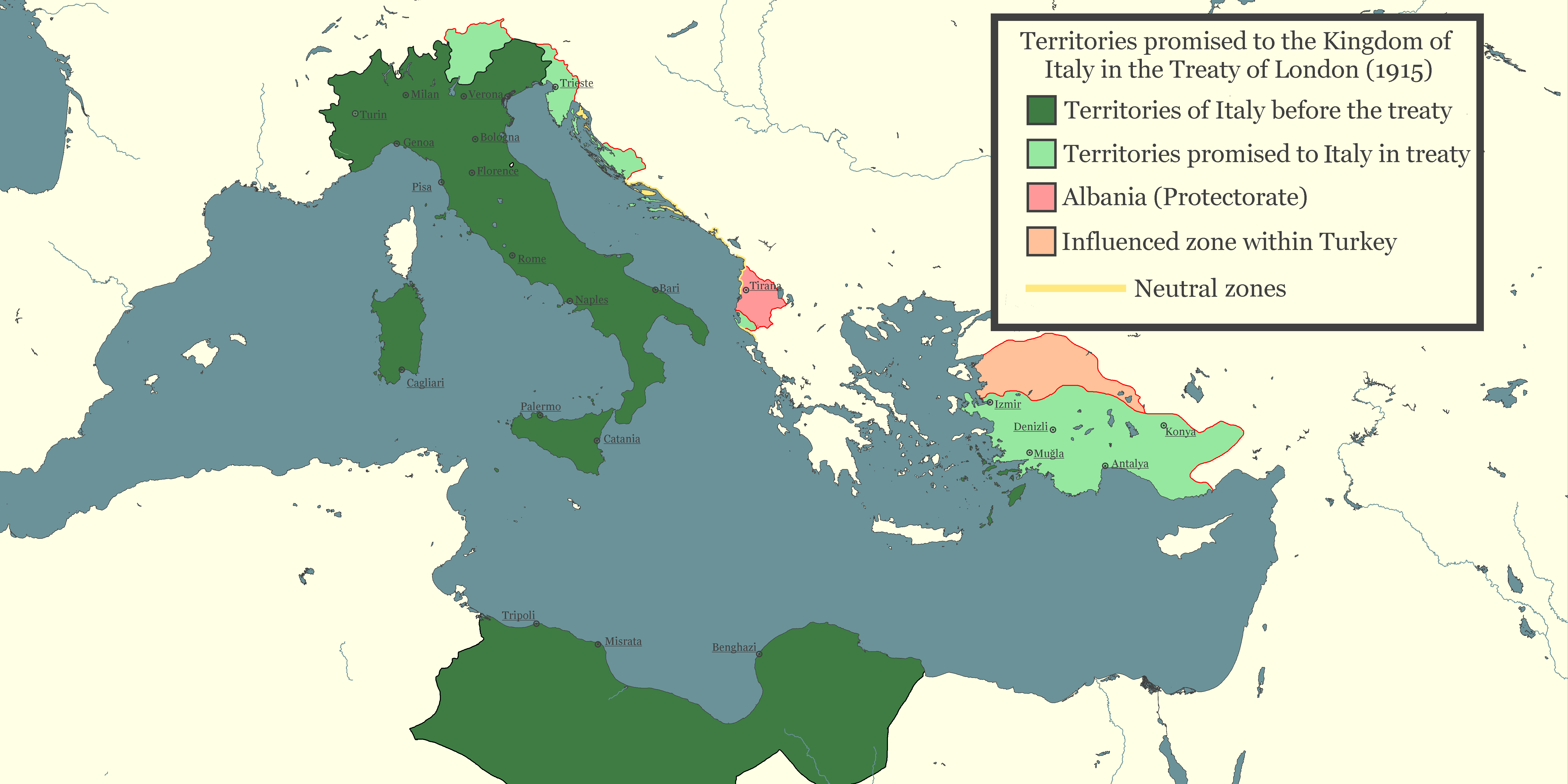
Terytoria przyrzeczone Włochom w traktacie londyńskim kosztem Austro-Węgier, Albanii i Imperium Osmańskiego

Terytoria przyrzeczone Włochom na wschodnim wybrzeżu Adriatyku - w Pobrzeżu Austriackim i Dalmacji (czerwona linia)

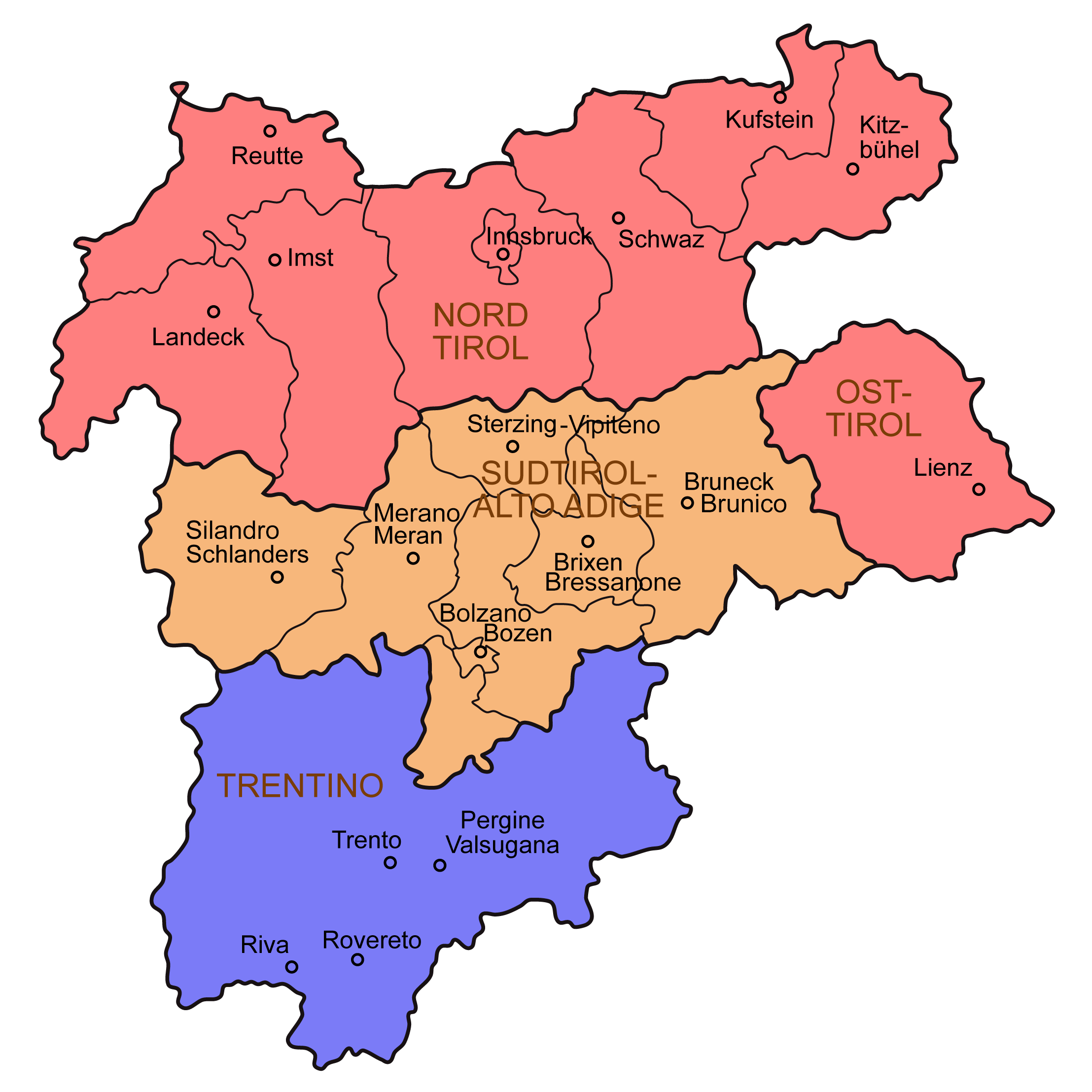
Podział austriackiego Tyrolu przewidziany w traktacie: Trydent (kolor niebieski) i Tyrol Południowy/Górna Adyga (kolor pomarańczowy) miały przypaść Włochom, a Tyrol Północny i Wschodni (kolor czerwony) pozostać częścią Austrii

Traktat londyński (układ londyński) – tajne porozumienie zawarte w Londynie 26 kwietnia 1915 roku, podczas I wojny światowej, przez reprezentantów Wielkiej Brytanii, Francji, Rosji oraz Włoch, na mocy którego neutralne wówczas Włochy zobowiązały się w ciągu miesiąca przystąpić do wojny po stronie Ententy, w zamian za obietnice uzyskania zdobyczy terytorialnych.
3 sierpnia 1914 roku, po wypowiedzeniu przez Niemcy wojny Rosji i Francji Włochy ogłosiły neutralność. Wprawdzie związane były one z Niemcami i Austro-Węgrami trójprzymierzem, pakt ten miał jedynie charakter obronny, a Włosi za agresora w konflikcie uznali Austriaków. Wkrótce podjęte zostały negocjacje, prowadzone potajemnie, równolegle z obiema stronami, w sprawie ewentualnego przystąpienia do wojny. Kulminacją rozmów było podpisanie układu z państwami Ententy, które zaoferowały Włochom znaczne nabytki terytorialne kosztem Austro-Węgier.
Traktat przewidywał, że do Włoch przyłączone zostaną Trydent, Górna Adyga (Tyrol Południowy), Triest, Gorycja, Istria, fragment Dalmacji, szereg wysp na Adriatyku oraz albański port Wlora. Sama Albania miała zostać podzielona między Serbię, Czarnogórę i Grecję, a z pozostałej, środkowej części kraju utworzony miał zostać włoski protektorat. Włochy miały mieć stosowny udział w podziale kolonii niemieckich w Afryce, a w przypadku podziału terytorium Imperium Osmańskiego, otrzymałyby również Antalyę. Traktat potwierdzał także prawa Włochów do Dodekanezu i Libii, zdobytych przez nich podczas wojny włosko-tureckiej (1911–1912).
Sygnatariuszami traktatu byli brytyjski minister spraw zagranicznych Edward Grey, ambasador Francji w Wielkiej Brytanii Paul Cambon, ambasador Rosji Aleksander Benckendorff oraz ambasador Włoch Guglielmo Imperiali.
23 maja 1915 roku, zgodnie z postanowieniami traktatu, Włochy wypowiedziały wojnę Austro-Węgrom, a następnego dnia zerwały stosunki dyplomatyczne z Niemcami (wypowiedzenie wojny nastąpiło 28 sierpnia 1916 roku). Traktat wyszedł na jaw w 1917 roku za sprawą bolszewików, którzy ujawnili go wkrótce po zdobyciu władzy w Rosji w wyniku rewolucji październikowej.
Podczas konferencji pokojowej w Paryżu  w 1919 roku zapisom traktatu sprzeciwił się prezydent Stanów Zjednoczonych Woodrow Wilson, m.in. jako sprzecznym z zasadą samostanowienia narodów. W rezultacie wiele zawartych w nim obietnic nie zostało zrealizowanych. Sytuacja ta, określana mianem „kalekiego zwycięstwa” (vittoria mutilata), doprowadziła do wzrostu nastrojów imperialistycznych we włoskim społeczeństwie i była jedną z przyczyn dojścia do władzy w tym kraju faszystów.